# Détective Pikachu
Ne doit pas être confondu avec Pokémon: Detective Pikachu.
Détective Pikachu (名探偵ピカチュウ, Meitantei Pikachū) est un jeu vidéo d'aventure développé par Creatures et édité par The Pokémon Company. Il est sorti sur Nintendo 3DS en 2016 au Japon, dans une version plus courte, et en 2018 en Amérique du Nord et en Europe. Il s'agit d'un spin-off à la série Pokémon, dans lequel le joueur incarne un Pikachu qui doit résoudre différents mystères.
Une adaptation cinématographique est sortie en mai 2019.

## Trame
Détective Pikachu prend place dans l'univers fictif de Pokémon. L'intrigue se déroule dans la ville urbaine de Ryme City où vivent en harmonie les humains et les Pokémon (jusqu’à la septième génération). Le joueur suit l'histoire de Tim Goodman, un jeune étudiant qui part à la recherche de son père, récemment disparu alors qu'il enquêtait lui-même sur des Pokémon. Tim s'associe rapidement avec un Pikachu, qui se remarque par son air hautain, prétentieux et son penchant pour la séduction ainsi que pour le café d'un certain bar, et que Tim est le seul à entendre parler. Ensemble, les deux individus se lancent dans plusieurs enquêtes criminelles afin de retrouver le père du jeune homme.

## Système de jeu
Détective Pikachu contient 3 fichiers de sauvegarde.
Le jeu se déroule sur 9 chapitres qui sont une succession d’enquêtes. Quand on finit un des chapitres, on peut le recommencer chaque partie du Chapitre dans un des fichiers de sauvegarde vide.
Tim Goodman doit interroger des témoins à chaque enquête, ou des Pokémons que Détective Pikachu traduit en humain, dans le but d’obtenir des indices ou des objets par rapport à l’enquête.

## Développement
Détective Pikachu est créé par le studio japonais de développement Creatures.

## Promotion et commercialisation
Détective Pikachu est annoncé la première fois en 2014 sur la chaîne japonaise de télévision NHK. En janvier 2016, le jeu est confirmé par Nintendo pour une sortie exclusive au Japon, par le biais d'une bande-annonce. Le jeu sort le 3 février 2016 sur Nintendo 3DS en version dématérialisée via le Nintendo eShop, la boutique officielle de Nintendo.
En avril 2018, une démo du jeu sort sur l'eShop dans les pays européens. En outre, la progression réalisée dans la version d’évaluation peut être transférée vers le jeu définitif pour les joueurs qui décident de l'acheter.

## Accueil
Détective Pikachu reçoit un accueil moyennement positif à sa sortie. Il obtient un score de 70 %, en faisant la moyenne de 60 critiques de presse, sur Metacritic.